# Sisakyan (cratera)
Sisakyan é uma lunar cratera de impacto que está localizado na Lua 's outro lado , além da borda nordeste.  Encontra-se a leste da enorme planície murada de Harkhebi e ao norte da cratera Sumner e da cadeia de crateras Catena Sumner.
Esta é uma formação de cratera fortemente erodida com uma borda exterior acidentada e um piso interior irregular.  Existem crateras menores anexadas ao aro exterior ao longo do noroeste, nordeste e sudeste.

## Crateras satélites
Por convenção, essas características são identificadas nos mapas lunares colocando a letra ao lado do ponto médio da cratera mais próximo de Sisakyan.
| Sisakyan | Latitude | Longitude | Diâmetro |
| -------- | -------- | --------- | -------- |
| C        | 42,1 ° N | 110,9 ° E | 17 km    |
| D        | 42,0 ° N | 111,0 ° E | 52 km    |
| E        | 41,4 ° N | 110,7 ° E | 19 km    |